# Fenice (Epir)
Fenice (llatí Phoenice; grec antic, Φοινίκη Phoinike) fou una ciutat de Caònia a l'Epir, al nord de Butrot. Actualment, forma part de d’Albània i s'anomena Finiq.
Polibi la descriu el 230 aC com la més rica i poderosa de les ciutats de l'Epir; en aquest any fou conquerida pels il·liris ajudats per grups de gals mercenaris. Quan els epirotes van anar al rescat de la ciutat una sortida dels il·liris de l'interior els va sorprendre i els va causar una forta derrota.
A la ciutat es va negociar uns anys després el tractat de pau, el tractat de Fenice, entre els romans i Filip V de Macedònia, al final de la primera guerra Macedònica.
Quan el senat romà va ordenar la destrucció de totes les ciutats epirotes, Fenice es va escapar d'aquesta desgràcia per la influència de Càrops, un dels seus ciutadans. És esmentada per Claudi Ptolemeu i Hièrocles (al segle VI) i fou restaurada per Justinià I.